# Ретье, Жак Третий
Ретье, Жак де ла Тур (Делатур), или Ретье, Жак Третий (фр. Jacques Roëttiers de la Tour, ou Delatour; 20 августа 1707, Сен-Жермен-ан-Лэ, — 17 мая, 1784, Париж) — выдающийся французский художник, ювелир, скульптор, гравёр, автор многих изделий из серебра в стиле рококо. Представитель большой семьи художников XVII—XIX веков, члены которой по средневековой ремесленной традиции дабы сохранять имя семейной мастерской называли своих детей своими же именами и различали прозваниями: первый, второй, третий…

## Семья ювелиров Ретье
Родоначальником знаменитой семьи был Филипп Ретье Первый (1596—1669) — ювелир, гравёр и медальер родом из Южных Нидерландов, из Антверпена. Его сыновья: Жан (1631—1703), медальер, с 1661 года работал в Англии, Жозеф (1635—1703) с 1670 года также работал в Англии, а в 1673 году переехал во Францию. Филипп Ретье Второй (1640—1718), третий сын Филиппа Первого, стал известным во Франции ювелиром. Жак Ретье Первый (1663—1698) работал в Лондоне, а его сын Жак Ретье Второй (1698—1772) с 1718 года — в Париже. Известным мастером, гравёром и медальером парижского Монетного двора был Шарль Норберт Ретье (1720—1772), сын Жозефа-Шарля Ретье (1692—1779) и внук Жозефа Ретье. Но самым знаменитым потомственным мастером этой семьи оказался Жак Ретье Третий, сын рисовальщика и гравёра Норбера Ретье (1665—1727) и племянник Жозефа-Шарля. Его мать — урождённая Уинфред Кларк, племянница Джона Черчилля, герцога Мальборо.
Его сын Жак-Николя Ретье де Ла Тур (1736—1788) также стал знаменитым ювелиром. С 1772 года он — королевский ювелир. С 1786 года работал в Испании, в Мадриде. Известен также Александр-Луи Ретье де Монталу (1748—1855) — парижский ювелир и медальер, а также многие другие мастера этой семьи: ювелиры, медальеры, гравёры.

## Биография Жака Ретье Третьего
Жак де ла Тур Ретье учился рисунку и скульптуре в Королевской Академии живописи и скульптуры в Париже. За отличия в учёбе получил королевский грант на продолжение образования во Французской Академии в Риме, но предпочел продолжение учёбы семейному делу в Париже у прославленного ювелира Франсуа-Тома Жермена и рисовальщика-орнаменталиста Жюста-Ореля Мейссонье.
В 1732—1733 годах он работал в Лондоне гравёром при Королевском монетном дворе. Вернувшись в Париж в 1733 году дипломированным серебряных дел мастером он победил в конкурсе и получил заказ двора короля Людовика XV на разработку и производство большого сервиза для Людовика, дофина Франции.
В 1734 году он женился на шестнадцатилетней Анне-Маргерит Бенье, дочери Николя Бенье, королевского ювелира и директора мануфактуры в Бове. Он был отцом Жака-Николя Ретье (1736—1788), который также стал известным золотых дел мастером и ювелиром, и Александра Ретье де Монтало (1748—1807), медальера и масона.
В 1736 году Жак Ретье создал для Луи-Анри, герцога Бурбонского, принца Кондэ одну из своих лучших работ — серебряное украшение Сюрту-де-табль («середина стола») в стиле рококо с изображением сцены охоты (ныне хранится в Лувре). Когда тесть Ретье, королевский ювелир Бенье умер в 1737 году, Ретье занял его положение. Его работы и далее имели успех, стали источником богатства и почестей. В 1772 Жак Ретье стал пэром и через год академиком Королевской академии живописи и скульптуры. Он имел собственные апартаменты в Лувре, выполнял заказы мадам Дю Барри.
Ретье вышел на пенсию в 1774 году. Скончался в Париже в 1784 году.

## Жак Ретье и Россия
В России Жак Ретье Третий известен прежде всего тем, что успешно выполнил заказ императрицы Екатерины II — изготовил большой парадный серебряный сервиз «в стиле рокайля», подаренный затем императрицей графу Г. Г. Орлову и потому получивший название «Орловский». Предполагают, что мастера Ретье порекомендовал императрице скульптор Этьен Мория Фальконе, приехавший в Санкт-Петербург в 1766 году для работы над памятником Петру I («Медным всадником»).
Сервиз был заказан в 1770 году. Над моделями для отливки форм работали совместно отец и сын Ретье. Заказ был выполнен к 1774 году. Он стоил миллион ливров. В сервиз входили (по данным 1784 года) 2709 предметов весом более 130 пудов (2080 кг). В большинстве случаев такие сервизы владельцы и наследники рассеивали, поэтому в последующем сохранялась лишь часть предметов. Некоторые делали заново, обычными были заказы «на пополнение сервизов». В 1793 году (после смерти в 1783 году графа Орлова) Екатерина II выкупила сервиз в Зимний дворец и заказала ряд утраченных предметов. К концу XIX века десертная часть сервиза и отдельные предметы исчезли (эпизодически они появляются на европейских аукционах). Многие недостающие элементы и предметы заказывали российским мастерам в конце XIX и самом начале XX века.
Сохранились отдельные предметы, хранящиеся в Государственном Эрмитаже в Санкт-Петербурге: суповые миски с поддонами, скульптурным и рельефным декором, чайники с конфорками, шоколадник, тарелки, канделябры. Элементы декора составляли «всяческие фигуры», картуши, гирлянды. Именно в это время стиль работы Ретье, как и в целом французского декоративно-прикладного искусства, эволюционировал от рококо к неоклассицизму. В 1881 году для Южно-Кенсингтонского музея в Лондоне (с 1890 г. Музей Виктории и Альберта) с предметов Орловского сервиза сделали гальванокопии. Другой известный сервиз екатерининского времени, также именуемый Орловским, был выполнен из фарфора в 1760-х годах на Императорском фарфоровом заводе в Санкт-Петербурге.